# Kraftwerk Tarbert
Das Kraftwerk Tarbert (englisch Tarbert power station, irisch stáisiún cumhachta Thairbirt) ist ein Ölkraftwerk in der Stadt Tarbert, County Kerry, Irland, das am südlichen Ufer der Mündung des Shannon liegt. Die installierte Leistung liegt mit Stand April 2023 bei 620 MW.
Das Kraftwerk dient zur Abdeckung von Spitzenlast; es soll bis Ende 2023 aufgrund von EU-Richtlinien stillgelegt werden. Mit dem Bau des Kraftwerks wurde im Oktober 1966 begonnen; es ging im September 1969 mit dem ersten Block in Betrieb. Die übrigen Blöcke wurden im Dezember 1969, April 1976 und April 1977 in Betrieb genommen.

## Kraftwerksblöcke
Das Kraftwerk besteht gegenwärtig aus vier Blöcken. Die folgende Tabelle gibt einen Überblick:
| Block | Max. Leistung (MW) | Betriebsbeginn | Turbine | Generator | Dampfkessel | Status |
| ----- | ------------------ | -------------- | ------- | --------- | ----------- | ------ |
| 1     | 60                 | September 1969 | BBC     | BBC       |             |        |
| 2     | 60                 | Dezember 1969  | BBC     | BBC       |             |        |
| 3     | 250                | April 1976     | Alsthom | Alsthom   |             |        |
| 4     | 250                | April 1977     | Alsthom | Alsthom   |             |        |

## Eigentümer
Das Kraftwerk ist im Besitz von SSE Thermal, einer Tochter der SSE und wird auch von SSE Thermal betrieben. Es wurde durch den staatlichen Stromversorger Electricity Supply Board (ESB) errichtet. Im Jahr 2009 wurde es von ESB an Endesa verkauft. SSE erwarb 2012 alle Anteile an der Endesa Ireland Limited.